# 葛洲ダム

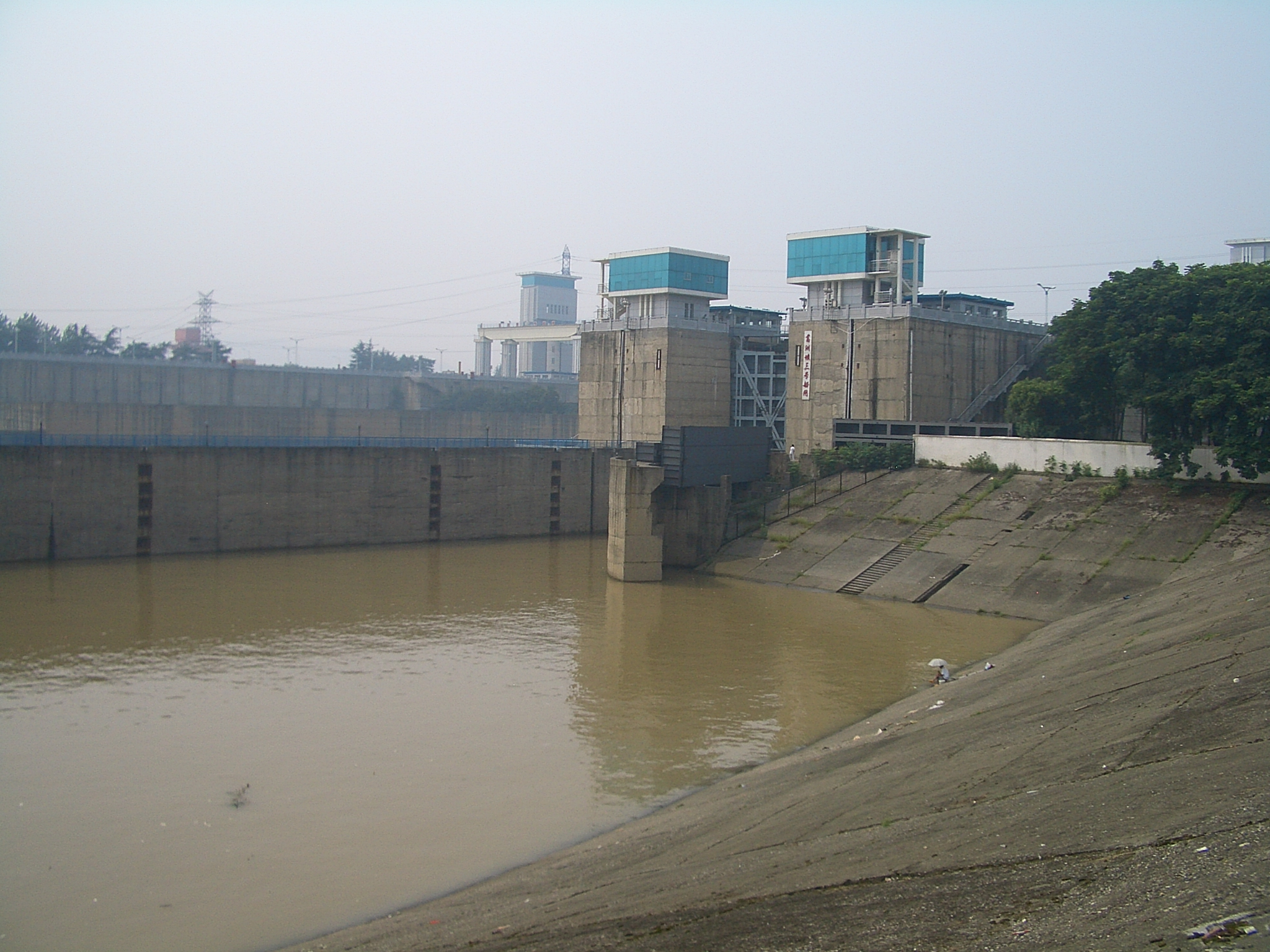
葛洲ダム

葛洲ダム（かつしゅうダム、中国語: 葛洲坝、英語: Gezhou Dam＝ガージョウダム）は葛洲ダム水利センター（中国語: 葛洲坝水利枢纽、英語: Gezhou Dam Water Control Center）とも呼ばれ、中国湖北省宜昌市にあるダムである。
長江に黄柏河が流れ込むところにあり、ここは三峡の最下流の西陵峡の下流にあり、長江で初めての大規模な水利コントロール事業として1988年に完成した。
なお「中国語: 坝」（旧漢字：壩）は「ダム」の意味。

## 参照項目
- 三峡
- 西陵峡